# 猿江恩賜公園
猿江恩賜公園（さるえおんしこうえん）是位於日本東京都江東區住吉、毛利的都立公園，屬於恩賜公園。1932年（昭和7年）開園，自古以來就以其珍貴的綠地為周邊居民所重視。
原本此地為江戶時代時德川幕府的儲木場。之後，成為明治政府御用達的儲木場，再來才成為開放予一般人的公園用途。公園北側的地區，直到戰後還暫時充當儲木場，之後才移動至江東區潮見，於1981年追加開放予民間。

## 歷史
- 1733年 - 作為江戶幕府公認的儲木場。
- 1924年 - 為記念皇太子裕仁親王（後為昭和天皇）大婚，下賜猿江儲木場的一部分予東京市（現在的南園部分）。
- 1932年4月29日 - 南園部分作為猿江恩賜公園正式開園。
- 1945年 - 暫時作為東京大空襲死者的臨時埋葬地。
- 1972年 - 猿江儲木場廢止，東京都買下用地（現在的北園部分）。
- 1981年 - 北園一部分開園。
- 1983年 - 隨著北園完成，全面開園。

## 主要設施
面積:145088.43m2
- 棒球場兼競技場（2面）
- 網球場
- 迷你木藏（再現了儲木場，但並沒有其功能）
- 涮涮池

- Tiara江東（相鄰）

## 交通等
鐵道
- 都營新宿線、東京地下鐵半藏門線・住吉站徒步2分
- 都營新宿線・西大島站徒步10分
- JR總武線、東京地下鐵半藏門線・錦糸町站南口下車 徒步15分

其他
- 公園面向新大橋通。
- 常時開園。入園免費。

## 周邊
- 橫十間川・與河邊的步道相鄰。

## 腳註
1. ↑  アメニス東部地区グループ. . 東京都東部7公園.   [2020-09-29]. （原始内容存档于2021-03-28）.

## 外部連結
- 都立公園・庭園案内 東京都 猿江恩賜公園 （页面存档备份，存于） - 東京都建設局
- 猿江恩賜公園 （页面存档备份，存于） - 公益財団法人 東京都公園協会
- 猿江恩賜公園 （页面存档备份，存于） - アメニス東部地区グループ